# Affonso Eduardo Reidy
Affonso Eduardo Reidy (Paris, 26 octobre 1909 - Rio de Janeiro, 10 août 1964) est un architecte brésilien.
Il est notamment l'auteur du palais Gustavo Capanema, du bâtiment de logements Pedregulho à Rio de Janeiro et du musée d'Art moderne de cette ville. Il est un des protagonistes essentiels de l'architecture moderne au Brésil. Il incarne, avec Vilanova Artigas, Paulo Mendes da Rocha et Lina Bo Bardi, la tendance brutaliste et puissamment constructive de la modernité brésilienne, que l'on pourrait opposer à la manière plus organique et plastique d'Oscar Niemeyer et de Lucio Costa.

## Biographie
De père anglais et de mère brésilienne, il entame ses études à la Escola Nacional de Belas Artes à Rio de Janeiro. En 1930, il est assistant de Gregori Warchavchik. Il devient ensuite professeur à l'université fédérale de Rio de Janeiro, puis en 1932, architecte en chef de la ville de Rio.

## Œuvres
- Ministère de l'éducation et de la Santé - Ministério da Educação e Saúde Pública or MESP, aujourd’hui Palais Gustavo Capanema (avec Le Corbusier, Lucio Costa, Jorge Machado Moreira et Oscar Niemeyer) – Rio de Janeiro – de 1937 à 1943
- Ensemble de logement Pedregulho (en) à Rio de Janeiro – 1948-1952

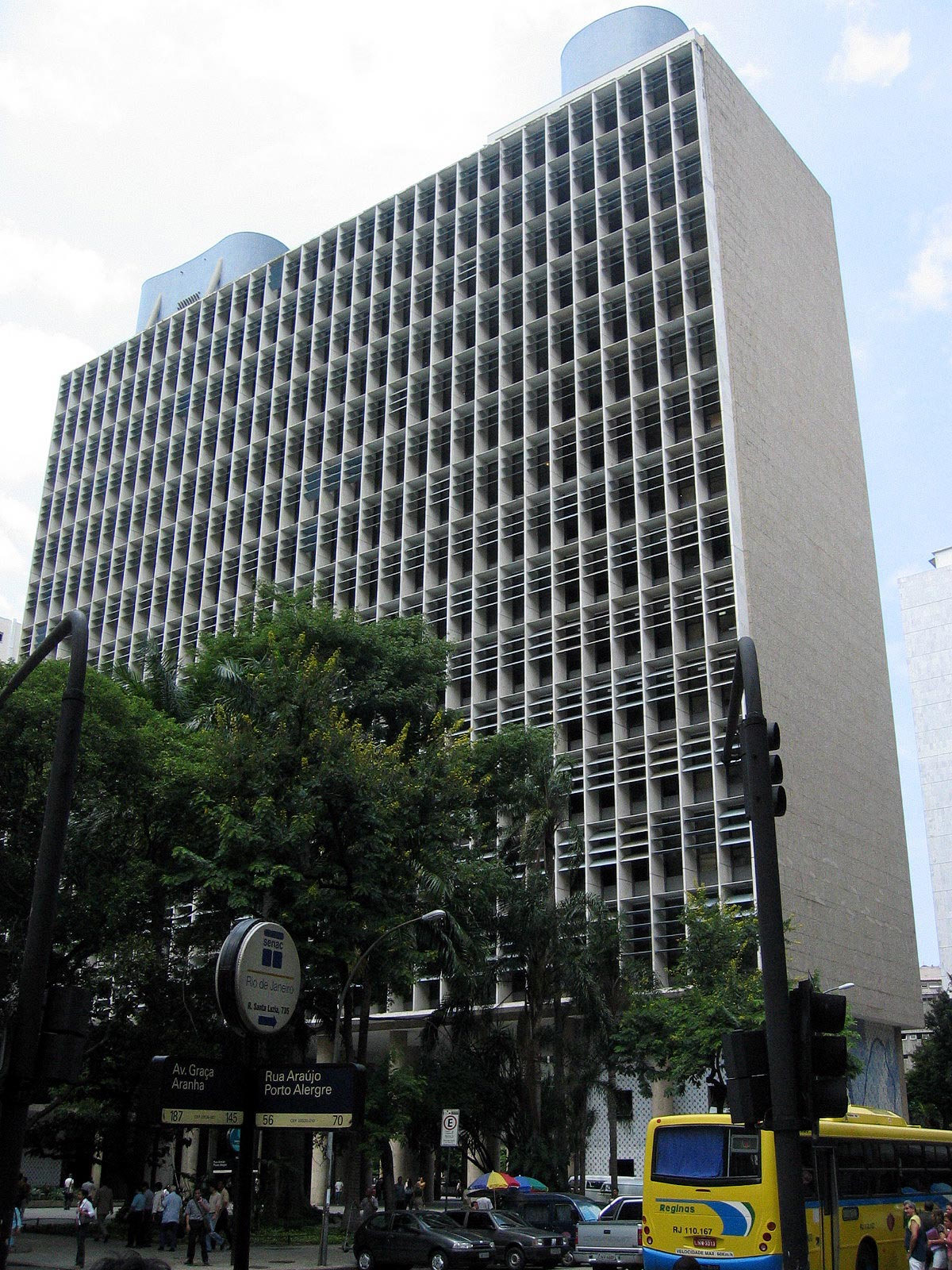
Façade du palais Gustavo Capanema.
Le Pedregulho (en) en cours de construction.

- Villa Carmem – Portinho – 1950
- Théâtre Marechal Hermes - Rio de Janeiro – 1950 (projet paysager par Roberto Burle Marx)
- Bâtiment de logement Marques de São Vicente, Rio de Janeiro – 1952
- Musée d'Art Moderne, Rio de Janeiro – 1954